# Gegeven
Een gegeven, ook wel datum, is een constructieve bijzonderheid: het is de vastgelegde uitdrukking van een feit. De woorden worden praktisch altijd in het meervoud geschreven; gegevens en data. Gegevens zijn de objectief waarneembare neerslag of registratie van feiten op een bepaald medium, zodanig dat deze gegevens uitgewisseld en voor langere tijd bewaard kunnen worden. Data zijn dan ook steeds het resultaat van codering. Data zijn in die zin abstract; men kan ze steeds hercoderen in een ander medium of in een andere drager. Met deze data wordt er een model (een selectief deel dus) van de werkelijkheid vastgelegd in de tijd. Ofschoon de werkelijkheid nooit stilstaat, kan deze door het vastleggen van de gegevens toch worden bevroren.
In de Nederlandstalige vakliteratuur wordt vaak, net als in de Engelstalige vakliteratuur, het begrip "data" gebruikt als alternatief voor "gegevens". Het Nederlandse "gegevens" komt veelal overeen met het Engelse data.

## De vier aspecten van gegevens
Vooral bij het ontwerpen van een gegevensverwerkend systeem doet men er goed aan te letten op de verschillende aspecten van gegevens. Theo Bemelmans onderscheidt, in navolging van de algemene leer der tekenen (semiotiek), pragmatische, semantische en syntactische aspecten van gegevens en de aspectspecifieke verstoringen die kunnen optreden bij de overdracht van gegevens. In aanvulling op de semiotiek beschrijft Bemelmans tevens het technische aspect. Ter illustratie gebruikt hij een aantal voorbeelden waarmee Gert Nielen ooit de aspecten heeft verduidelijkt. De aspecten en de voorbeelden zijn hierna samengevat.

### Pragmatisch aspect
Het pragmatische aspect van gegevens (de gewenste uitwerking van gegevens) heeft betrekking op de uitwerking die een bepaald signaal heeft op gedragingen van de ontvanger. Indien de uitwerking anders is dan bedoeld door de zender van de gegevens, dan spreekt men van een pragmatische storing.
Nielens voorbeeld: het plaatsen van verkeersborden heeft als doel het gedrag van verkeersdeelnemers te beïnvloeden. Met het juist kiezen van de plaats en de uitvoering van een verkeersbord verkrijgt men de gewenste uitwerking op de verkeersdeelnemers. Plaats, vormgeving, kleur en uitvoering van het verkeersbord dienen zodanig te worden gekozen dat een verkeersdeelnemer in staat is om deze goed en op tijd te kunnen waarnemen.

### Semantisch aspect
Het semantische aspect van gegevens (de betekenis van gegevens) heeft betrekking op de betekenis van de gegevens. Bij het uitwisselen van gegevens moeten zender en ontvanger dezelfde betekenis toekennen aan deze tekens. Is aan deze voorwaarde niet voldaan, dan spreekt men van een semantische storing.
Nielens voorbeeld: een verkeersbord dat een voorrangssituatie aankondigt moet voor alle verkeersdeelnemers dezelfde betekenis hebben. Ruimte voor eigen interpretatie kan leiden tot gevaarlijke of chaotische situaties.

### Syntactisch aspect
De overdracht van gegevens gebeurt door middel van tekens of combinaties daarvan (taal, gebaren, diverse codes, etc.) De syntaxis legt vast volgens welke regels men tekens of combinaties van tekens mag of moet gebruiken. Afwijken van de afgesproken syntaxis kan leiden tot een storing in de overdracht van gegevens. Men spreekt dan van een syntactische storing.
Nielens voorbeeld: een bord dat een voorrangskruising aankondigt heeft een vastgestelde vorm (driehoek), kent toegestane formaatmarges (zijden van tussen 10 en 50 cm), een verplichte stand (punt naar onder) en kleurstelling (wit met rode rand).

### Technisch aspect
Onder het technische aspect van gegevens (de technische uitvoering van gegevens) wordt de wijze verstaan waarop gegevens worden vastgelegd, verwerkt of getransporteerd. Het technische aspect handelt over het fysieke medium, betrokken bij dergelijke gegevensmanipulaties.
Nielens voorbeeld: de uitvoering van een bord dat een voorrangskruising aankondigt kan van kunststof zijn, heeft een bepaalde grootte en gewicht en kent een bepaalde duurzaamheid.

## Voorbeeld
| Tabel 1: data | Tabel 1: data | Tabel 1: data | Tabel 1: data | Tabel 1: data |
| ------------- | ------------- | ------------- | ------------- | ------------- |
| 21            | 23            | 24            | 25            | 22            |

Een voorbeeld van data is tabel 1. Zonder verdere gegevens is het onduidelijk wat er met deze symbolen (cijfers) bedoeld wordt.

## Verschil tussen data en informatie
| Tabel 2: informatie                    | Tabel 2: informatie | Tabel 2: informatie | Tabel 2: informatie | Tabel 2: informatie |
| -------------------------------------- | ------------------- | ------------------- | ------------------- | ------------------- |
| Temperatuur, week 32 in graden Celsius |                     |                     |                     |                     |
| Maandag:                               | 21                  |                     |                     |                     |
| Dinsdag:                               | 23                  |                     |                     |                     |
| Woensdag:                              | 24                  |                     |                     |                     |
| Donderdag:                             | 25                  |                     |                     |                     |
| Vrijdag:                               | 22                  |                     |                     |                     |

Wanneer er wel verdere gegevens zijn, en de symbolen door mensen geïnterpreteerd kunnen worden, spreekt men niet meer van data maar van informatie. Een voorbeeld van informatie met bovenstaande symbolen is tabel 2. Ook al is niet alle informatie bekend, toch kunnen de gegevens geïnterpreteerd worden.
Na data en informatie kan men nog een stap hoger gaan, kennis. Eventueel kunnen er vervolgens nog drie fases worden onderkend, namelijk: begrip, inzicht en wijsheid. In tegenstelling tot de eerste drie fases zijn deze termen echter niet algemeen geaccepteerd.

## Gegevensbeheer
Gegevensbeheer is het beheer van gegevens. Dit is noodzakelijk op het moment dat er veel is opgeslagen in informatiesystemen. Er moet dan nagedacht worden over welke gegevens je wilt opslaan, over de gegevensstructuur, het entity-relationshipmodel, het gegevensmodel, de gegevenstypen en de database en over wie, wanneer, welke, gegevens mag aanmaken, raadplegen, wijzigen en verwijderen CRUD (beveiliging). 
Ook kan nagedacht worden over privacy en over gegevensherstel, bijvoorbeeld na wateroverlast of brand.

## Gegevensvirtualisatie
Gegevensvirtualisatie (data virtualisatie, datavirtualisatie) is een benadering om gegevens uit meerdere bronnen in een enkele laag te verenigen, zodat toepassingen, rapportagetools en eindgebruikers toegang hebben tot de gegevens zonder dat zij nadere informatie nodig hebben over de oorspronkelijke bron, locatie en gegevensstructuren.